# Неогеновый период
| система                                                                          | отдел      | ярус          | Ниж. граница, млн лет |
| -------------------------------------------------------------------------------- | ---------- | ------------- | --------------------- |
| Антропоген                                                                       | Плейстоцен | Гелазский     | 2,58                  |
| Неоген                                                                           | Плиоцен    | Пьяченцский   | 3,600                 |
| Неоген                                                                           | Плиоцен    | Занклский     | 5,333                 |
| Неоген                                                                           | Миоцен     | Мессинский    | 7,246                 |
| Неоген                                                                           | Миоцен     | Тортонский    | 11,63                 |
| Неоген                                                                           | Миоцен     | Серравальский | 13,82                 |
| Неоген                                                                           | Миоцен     | Лангский      | 15,98                 |
| Неоген                                                                           | Миоцен     | Бурдигальский | 20,45                 |
| Неоген                                                                           | Миоцен     | Аквитанский   | 23,04                 |
| Палеоген                                                                         | Олигоцен   | Хаттский      | больше                |
| Деление и золотые гвозди в соответствии с IUGS по состоянию на декабрь 2024 года |            |               |                       |

Неогеновый период (кратко неоге́н) — геологический период, второй период кайнозойской эры.
Начался 23,03 млн лет назад, закончился 2,58 миллиона лет назад. Продолжался, таким образом, около 20 миллионов лет.
Делится на две геологические эпохи:
- миоцен (23,03—5,333 млн лет назад)
- плиоцен (5,333—2,58 млн лет назад).

## История
Эти эпохи выделил в 1833 году английский геолог Чарльз Лайель в своём трёхтомном труде Основные начала геологии (1830—1833). Термины миоцен и плиоцен, писал он, отражают степень сходства ископаемых моллюсков с современными видами: в морских отложениях миоцена лишь малая часть ракушек схожа с ракушками современных моллюсков, а в отложениях плиоцена — наоборот, большинство ракушек схоже с ракушками современных видов моллюсков.
Название «неогеновая система (период)» предложил в 1853 австрийский геолог М. Гёрнес.

## География
В неогене континенты уже имеют близкие к современным очертания. Сформировался Панамский перешеек, соединяя Северную и Южную Америки. Индийский субконтинент продолжает сталкиваться с основной Азией, формируя Гималаи. Уровень моря понижается, создавая сухопутные мосты между Африкой и Евразией и между Евразией и Северной Америкой.

## Климат
Глобальный климат становится сезонным и продолжается общая тенденция к похолоданию, которая началась в палеогене. Ледяные шапки на обоих полюсах начинают расти по площади и в толщину. В конце неогенового периода начинается первое из серии оледенений, относящихся к четвертичному оледенению.

## Фауна
Общий вид фауны млекопитающих приобретает вид, приближенный к современному. Вымирают многие древние группы, роды, семейства и даже отряды. Тем не менее, сохраняются и значительные отличия в количестве таксонов отрядов хоботных, хищных и др. Среди характерных животных неогена можно назвать медведесобак (хищные), динотериев, платибелодонов, мастодонтов (хоботные), гиппарионов (непарнокопытные) и др. Крупные нелетающие птицы играют большую роль, особенно в изолированных, островных экосистемах. В течение неогена в Африке и Евразии существовало несколько крупных фаунистических комплексов — таких, как анхитериевая и гиппарионовая фауны.